# World Affairs
World Affairs es una revista estadounidense que se interesa por las relaciones internacionales. En un tiempo, fue una publicación oficial de la American Peace Society. 

## Historia
La revista nació en 1837. En su larga historia ha llevado varios nombres, aunque el que más tiempo llevó su portada fue The Advocate of Peace. Desde 1932 lleva el nombre actual World Affairs. Fue relanzada en enero de 2008 como una nueva publicación. Entre 2010 y 2016 fue publicado por el World Affairs Institute, pero fue vendida al Policy Studies Organization. Cada número contiene distintos artículos donde se profundiza, desde diversas ópticas, en los problemas mundiales y las relaciones internacionales. En especial, se aborda política exterior de Estados Unidos. World Affairs tiene su sede en Washington D. C.. De entre los artículos digitalizados por JSTOR, son de libre acceso los aparecidos hasta 1923.

## Colaboradores
- Elliott Abrams
- Fouad Ajami
- Ayaan Hirsi Ali
- Andrew Bacevich
- Ellen Bork
- Ian Bremmer
- Helene Cooper
- Jackson Diehl
- Eric Edelman
- Tom Gjelten
- Ethan Gutmann
- Roya Hakakian
- Michael V. Hayden
- Christopher Hitchens
- Robert Kagan
- Mary Kissel
- Charles Lane
- Lewis Libby
- H. R. McMaster
- P. J. O'Rourke
- George Packer
- Richard Perle
- David Rieff
- Marc Thiessen
- Michael Totten
- James Traub
- Michael Žantovský

## Cambios de nombre
A lo largo del tiempo, la revista ha sufrido una serie de cambios de nombre, ya que inicialmente apareció en 1837:
- 1837-1845: The Advocate of Peace
- 1847-1884: Advocate of Peace
- 1889-1892: The American Advocate of Peace and Arbitration
- 1892-1893: American Advocate of Peace
- 1894-1920: The Advocate of Peace
- 1920-1932: Advocate of Peace through Justice
- 1932-present: World Affairs